# Московский международный кинофестиваль 2009
31-й Московский международный кинофестиваль проходил с 19 по 28 июня 2009 года. Главный приз кинофестиваля — «Золотого Святого Георгия» — получил российский фильм «Петя по дороге в Царствие Небесное» режиссёра Николая Досталя.
Фестивальные картины демонстрировались в кинотеатрах «Октябрь» и «Художественный», а также в Киноцентре на Красной Пресне.
Церемонии открытия и закрытия по традиции прошли в киноконцертном зале «Пушкинский». Фильмом открытия фестиваля был «Царь» Павла Лунгина, фильмом закрытия — «Джонни Д.» Майкла Манна (США).
Помимо основного конкурса и конкурса «Перспективы» на фестивале было представлено ещё более двадцати программ, среди которых — ретроспектива фильмов Павла Лунгина, программы, посвящённые 70-летию начала Второй мировой войны, современному кино Индии и Болгарии.
Объём государственного финансирования кинофестиваля в 2009 году составил 120 миллионов рублей (60—65 % от общего объёма финансирования, остальное — спонсорские поступления; госфинансирование прошлогоднего кинофестиваля составляло 50 %)/
Почётными гостями кинофестиваля стали актрисы Ирен Жакоб, Жозиан Баласко, Иоханна тер Стейге, Ханна Шигулла, актёр Эдриен Броуди, режиссёры Майкл Манн, Теодорос Ангелопулос и многие другие деятели мирового кинематографа.

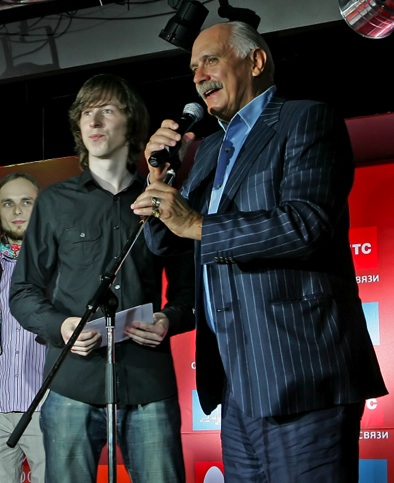
Никита Михалков, президент ММКФ, поздравляет Константина Коновалова (слева), режиссёра любительского фильма «Быстрее поезда», победителя Фестиваля мобильного кино 2009, прошедшего в рамках 31-го ММКФ.
26 июня 2009 года.

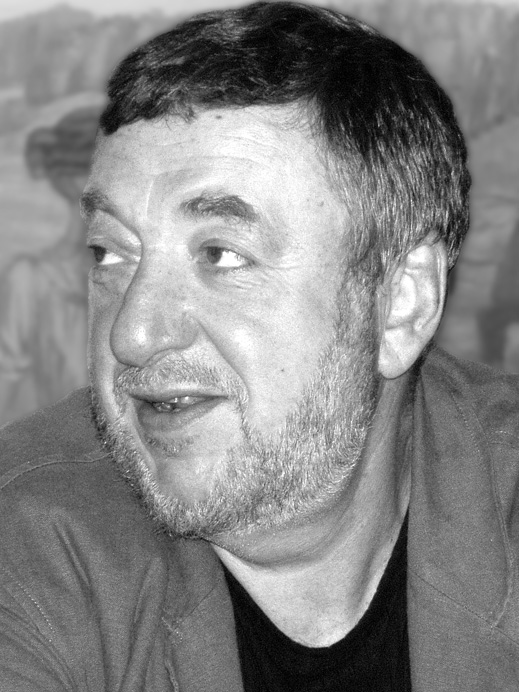
Павел Лунгин, председатель жюри основного конкурса.

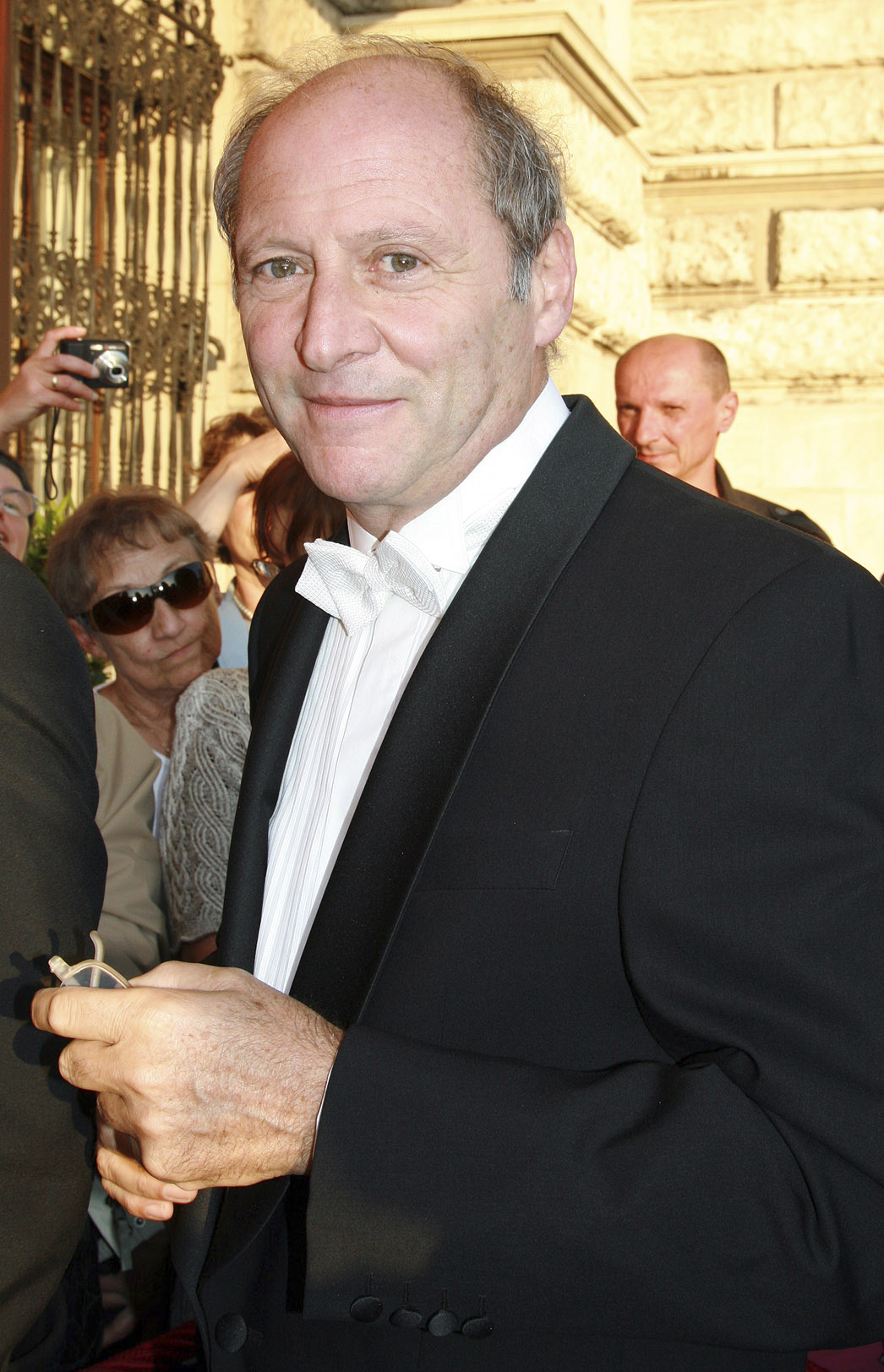
Роберт Дорнхельм, председатель жюри конкурса «Перспективы».

## Руководство кинофестиваля
- Президент ММКФ — Никита Михалков
- Генеральный продюсер ММКФ — Леонид Верещагин
- Генеральный директор ММКФ — Наталья Сёмина
- Директор по связям с общественностью ММКФ — Пётр Шепотинник
- Председатель отборочной комиссии — Кирилл Разлогов

## Жюри

### Жюри основного конкурса[3]
- Павел Лунгин, режиссёр, сценарист (Россия) — председатель жюри
- Шьям Бенегал, режиссёр, сценарист (Индия)
- Ник Пауэлл, продюсер (Великобритания)
- Сергей Тримбач, кинокритик, киновед, сценарист (Украина)
- Гульнара Дусматова, актриса (Казахстан)

### Жюри конкурса «Перспективы»[4]
- Роберт Дорнхельм, режиссёр (Австрия) — председатель жюри
- Алёна Бабенко, актриса (Россия)
- Майкл Кейтон-Джонс, режиссёр, продюсер (Великобритания)

### ЖюриФИПРЕССИ
- Кристина Стоянова[англ.] (Канада) — председатель жюри
- Яэль Шув (Израиль)
- Беат Глур (Швейцария)
- Кристина Давидьянц (Эстония)
- Диляра Тасбулатова[укр.] (Россия)

### Жюри российской критики
- Андрей Шемякин
- Давид Шнейдеров
- Елена Уварова
- Эльга Лындина
- Ольга Галицкая

## Программы
- Фильм открытия
- Фильм закрытия
- Конкурс
- Перспективы

Внеконкурсные программы
- Гала-премьеры
- Московская эйфория
- 8 ½ фильмов
- Взрывы из прошлого. К 70-летию начала Второй мировой войны
- Русский след
- Азиатский экстрим
- Вокруг света
- Свободная мысль
- Български фокус. Современное кино Болгарии
- Современное кино Индии

Ретроспективы
- Павел Лунгин
- Ежи Сколимовский
- Арутюн Хачатрян
- Марко Феррери. Парадоксы

Специальные программы
- Список Шахназарова
- Социалистический авангардизм. Часть 2
- Кино Грузии. От «Клятвы» до «Покаяния»
- 1959—2009
- Уголок короткого метра
- Российская программа
- Сине фантом альтернатива
- Медиа форум

## Фильмы-участники
Названия для иностранных фильмов даны также на языке оригинала и на английском языке. В третьей колонке указана продолжительность фильма. Русские названия фильмов и имена режиссёров приведены согласно официальному сайту ММКФ.

### Основной конкурс
| Название                                                        | Режиссёр                                           |          | Страна            |
| --------------------------------------------------------------- | -------------------------------------------------- | -------- | ----------------- |
| Биби (Bibi)                                                     | Хассан Ектапанах (Hassan Yektapanah)               | 75 мин.  | Иран              |
| Выходка (Tréfa/Prank)                                           | Петер Гардош (Péter Gárdos)                        | 93 мин.  | Венгрия           |
| Как велит Бог (Come Dio Comanda/As God Commands)                | Габриэле Сальваторес (Gabriele Salvatores)         | 103 мин. | Италия            |
| Красота (Beauty)                                                | Тосио Гото (Toshio Goto)                           | 109 мин. | Япония            |
| Малая Москва (Mala Moskwa/Little Moscow)                        | Вальдемар Кшистек (Waldemar Krzystek)              | 114 мин. | Польша            |
| Мелодия для шарманки                                            | Кира Муратова                                      | 153 мин. | Украина           |
| Муки в огне (Mooki bo’era/Burning Mooki)                        | Лина и Слава Чаплины (Lena Chaplin, Slava Chaplin) | 106 мин. | Израиль           |
| Палата № 6                                                      | Карен Шахназаров                                   | 83 мин.  | Россия            |
| Петя по дороге в Царствие Небесное                              | Николай Досталь                                    | 97 мин.  | Россия            |
| Посредник (Mediatori/The Mediator)                              | Дито Цинцадзе (Dito Tsintsadze)                    | 92 мин.  | Грузия · Германия |
| Пропавший без вести (The Missing Person)                        | Ноа Бушел (Noah Buschel)                           | 95 мин.  | США               |
| Пять дней без Норы (Cinco días sin Nora/Five Days Without Nora) | Мариана Ченильо (Mariana Chenillo)                 | 92 мин.  | Мексика           |
| Раки (Raci/Crayfish)                                            | Иван Черкелов (Ivan Tscherkelov)                   | 110 мин. | Болгария          |
| С Новым Годом! (Happy New Year)                                 | Кристоф Шауб (Christoph Schaub)                    | 89 мин.  | Швейцария         |
| Сегодня и всегда (Jeo Nuk Ui Game/Today and the Other Days)     | Цой Ви Ан (Wee An Choi)                            | 102 мин. | Республика Корея  |
| Чудо                                                            | Александр Прошкин                                  | 110 мин. | Россия            |

### Конкурс «Перспективы»
| Название                                                             | Режиссёр                            |          | Страна                                   |
| -------------------------------------------------------------------- | ----------------------------------- | -------- | ---------------------------------------- |
| Безмолвие (Sukunat/Silence)                                          | Ялкын Туйчиев (Yolqin To’ychiyev)   | 66 мин.  | Узбекистан                               |
| Восемь дней Дилбер (Dilber’in sekiz günü/Dilber Eight Days)          | Джемал Сан (Cemal San)              | 106 мин. | Турция                                   |
| Дама с собачкой (Die Dame mit dem Hündchen/Lady with the Little Dog) | Юлий Колтун (Julij Koltun)          | 60 мин.  | Германия                                 |
| Зона конфликта (Gaseirneba Karabakhshi 2. Konphliktis zona)          | Вано Бурдули (Vano Burduli)         | 82 мин.  | Грузия                                   |
| Измена (Perfidia/The Perfidy)                                        | Родриго Бейотт (Rodrigo Bellott)    | 80 мин.  | Чили · США                               |
| Кома (Koma/Coma)                                                     | Людвиг Вюст (Ludwig Wűst)           | 81 мин.  | Австрия                                  |
| Луна 2112 (Moon)                                                     | Данкан Джонс (Duncan Jones)         | 97 мин.  | США                                      |
| Метастазы (Metastaze/Metastases )                                    | Бранко Шмидт (Branko Schmidt)       | 85 мин.  | Босния и Герцеговина · Сербия · Хорватия |
| Первый отряд (Faasuto Sukuwaddo/The First Squad)                     | Ёсихару Асино (Yoshiharu Ashino)    | 73 мин.  | Россия · Япония · Канада                 |
| Последний разговор (Last Conversation)                               | Нюд Хиркенс (Noud Heerkens)         | 75 мин.  | Нидерланды                               |
| Путешествие на Луну (Aya Seyahat/Journey to the Moon )               | Кутлюг Атаман (Kutluğ Ataman)       | 79 мин.  | Турция                                   |
| Сплетённые параллели (Bonded Parallels)                              | Ованес Галстян (Hovhannes Galstyan) | 95 мин.  | Армения · Франция · Норвегия             |
| Я тебя съем (фр. Je te mangerais / англ. You Will Be Mine)           | Софи Лалуа                          | 96 мин.  | Франция                                  |
| Событие                                                              | Андрей Эшпай                        | 112 мин. | Россия                                   |

## Награды фестиваля
- «Золотой Святой Георгий» — Главный приз за лучший фильм:

«Петя по дороге в Царствие Небесное», Россия (режиссёр Николай Досталь).
- Приз «За лучший фильм конкурса „Перспективы“»:

«Зона конфликта», Грузия (режиссёр Бурдули, Вано).
- Приз за лучшую режиссёрскую работу:

Мариана Ченильо («Пять дней без Норы», Мексика).
- Приз за лучшее исполнение женской роли:

Лена Костюк («Мелодия для шарманки», Украина).
- Приз за лучшее исполнение мужской роли:

Владимир Ильин («Палата № 6», Россия).
- Специальный приз жюри «Серебряный Георгий»:

Александр Прошкин за фильм «Чудо», Россия.
- Приз за вклад в мировой кинематограф:

Резо Чхеидзе, Грузия.
- Специальный приз «За покорение вершин актёрского мастерства и верность принципам школы К. С. Станиславского»:

актёр Олег Янковский, Россия (посмертно).
- Приз жюри ФИПРЕССИ:

«Мелодия для шарманки», Украина (режиссёр Кира Муратова).
- Приз жюри Российской кинокритики за лучший фильм из Основного конкурса:

«Как велит Бог», Италия (режиссёр Габриэле Сальваторес).
- Специальное упоминание Российской кинокритики:

«Пропавший без вести», США (режиссёр Ноа Бушел).
- Приз жюри Российской кинокритики за лучший фильм из конкурса «Перспективы»:

«Событие», Россия (режиссёр Андрей Эшпай).
- Приз жюри Федерации киноклубов России за лучший фильм из Основного конкурса:

«Мелодия для шарманки», Украина (режиссёр Кира Муратова).
- Приз жюри Федерации киноклубов России за лучший фильм из Российской программы:

«Сумасшедшая помощь», Россия (режиссёр Борис Хлебников).
- Приз издательского дома «КоммерсантЪ»:

«Первый отряд», Россия — Япония — Канада (режиссёр Ёсихару Асино).
- Диплом «За преданность ММКФ на протяжении 48 лет»:

киновед Кадзуо Ямада, Япония.